# 网易新闻2022年度盘点
网易新闻2022年度盘点是2022年12月29日网易新闻、网易号、猫头鹰联合出品的视频，时长6分16秒，回顾了2022年新闻热点，背景音乐为毛不易《看得最远的地方》。视频发布后引起热议，引發不少网民共鸣，随后下架，被指遭受刪除及封禁。

## 标题与简介
bilibili网易新闻标题为：这是网易新闻的2022年度盘点，和那些妖艳贱货不一样。视频简介为：网易新闻2022年度事件盘点，幻想星辰大海不如《活在当下》。过去的一年，或许太过艰难，所以没放弃的我们，弥足珍贵。致敬每一个扛住了生活的平凡人！其中，「妖艷賤貨」被指帶有諷刺意味。

## 内容

### 社会事件
- 2022年中国大陆2019冠状病毒病聚集性疫情
  - 2022年3月西安市2019冠状病毒病聚集性疫情
  - 2022年3月上海市2019冠状病毒病聚集性疫情
  - 2022年4－5月广州市2019冠状病毒病聚集性疫情
- 2022年俄罗斯入侵乌克兰
- 丰县生育八孩女子事件[8]
- 唐山烧烤店打人事件[8]
- 2022年长沙自建房倒塌事故[8]
- 中国东方航空5735号班机空难[8]
- 2022年新疆乌鲁木齐高层住宅楼火灾[8]

### 逝世
- 安倍晋三，日本前首相[5]
- 戈尔巴乔夫，前苏联最高领导人[5]
- 伊丽莎白二世，英国女王[5]
- 江泽民，前中共中央总书记[5]
- 倪匡，香港作家[5]
- 李靖飞，94版《三国演义》张飞扮演者[5]
- 陆树铭，94版《三国演义》关羽扮演者[5]
- 赵赫，中央电视台前主持人[5]

## 视频鏈接
- 澳洲财经见闻網：《网易新闻2022年度新闻盘点》视频與分段圖文 （页面存档备份，存于）